# Gränsfors Bruks AB

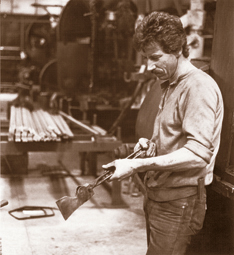
Lennart Pettersson (LP). Yxsmed på Gränsfors Bruks AB.

Gränsfors Bruks AB är ett företag som tillverkar yxor och som ligger i Gränsfors, Nordanstigs kommun, Hälsingland.

## Historia
Gränsfors Bruks AB, som grundades 1902, har idag 32 anställda som tillverkar och säljer yxor, varav 80% går på export till ett 30-tal länder. De tillverkar yxor för olika användningsområden, till exempel vedklyvning, slöjd, timring, jakt (se jaktyxan) och yxkastning. 
Gabriel Brånby tog över bruket under 1980-talet, då det gick i konkurs. Enligt Brånby frågade den lokala banken om han kunde ta över konkursboet. Brånby hade ingen fackkunskap om yxproduktion, däremot är han civilekonom från Handelshögskolan i Göteborg och har tidigare arbetat som produktchef vid Astra och Cederroth.
Bruket är en del i den familjeägda koncernen som tillverkar allt från kofötter till arbetskläder i Sverige.

## Yxmuseum
Granne med smedjan finns ett yxmuseum med mer än 2000 yxor.

## Priser
- E-Prize 2015, Motivering: "lyckats minska energiförbrukningen per tillverkad enhet med över 80 procent"[5]

## Bilder

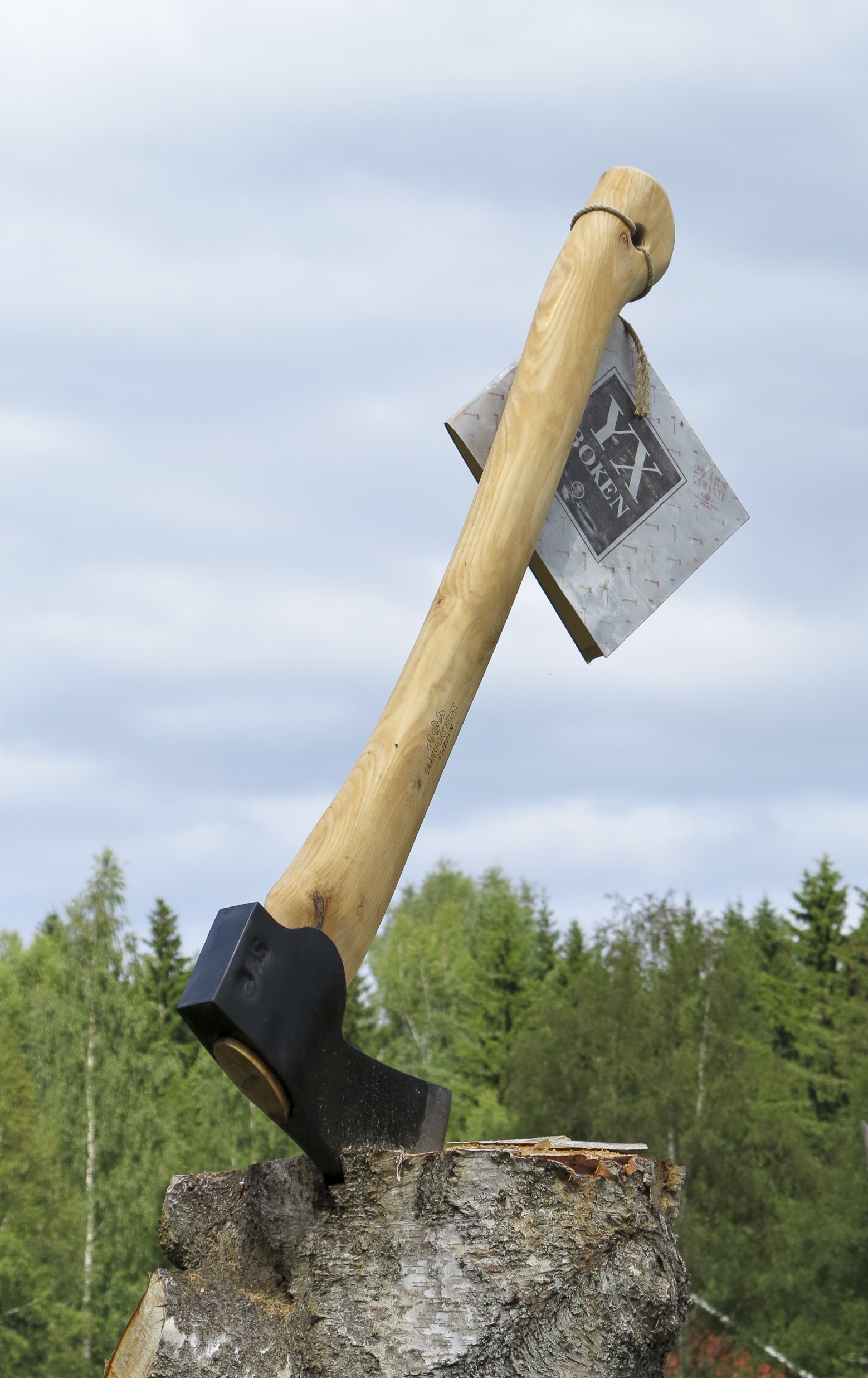
Jätteyxa vid bruket
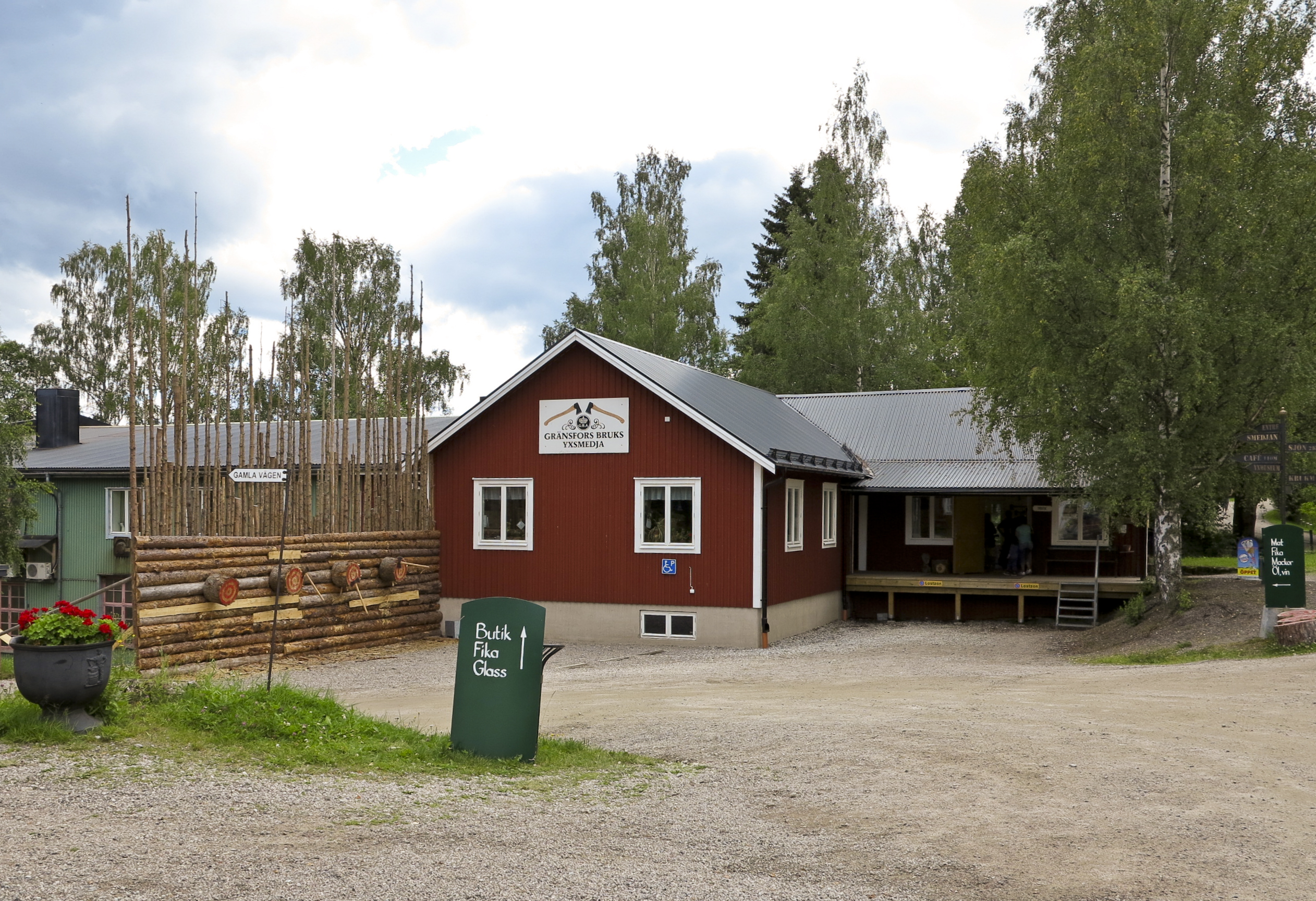
Yxsmedjan
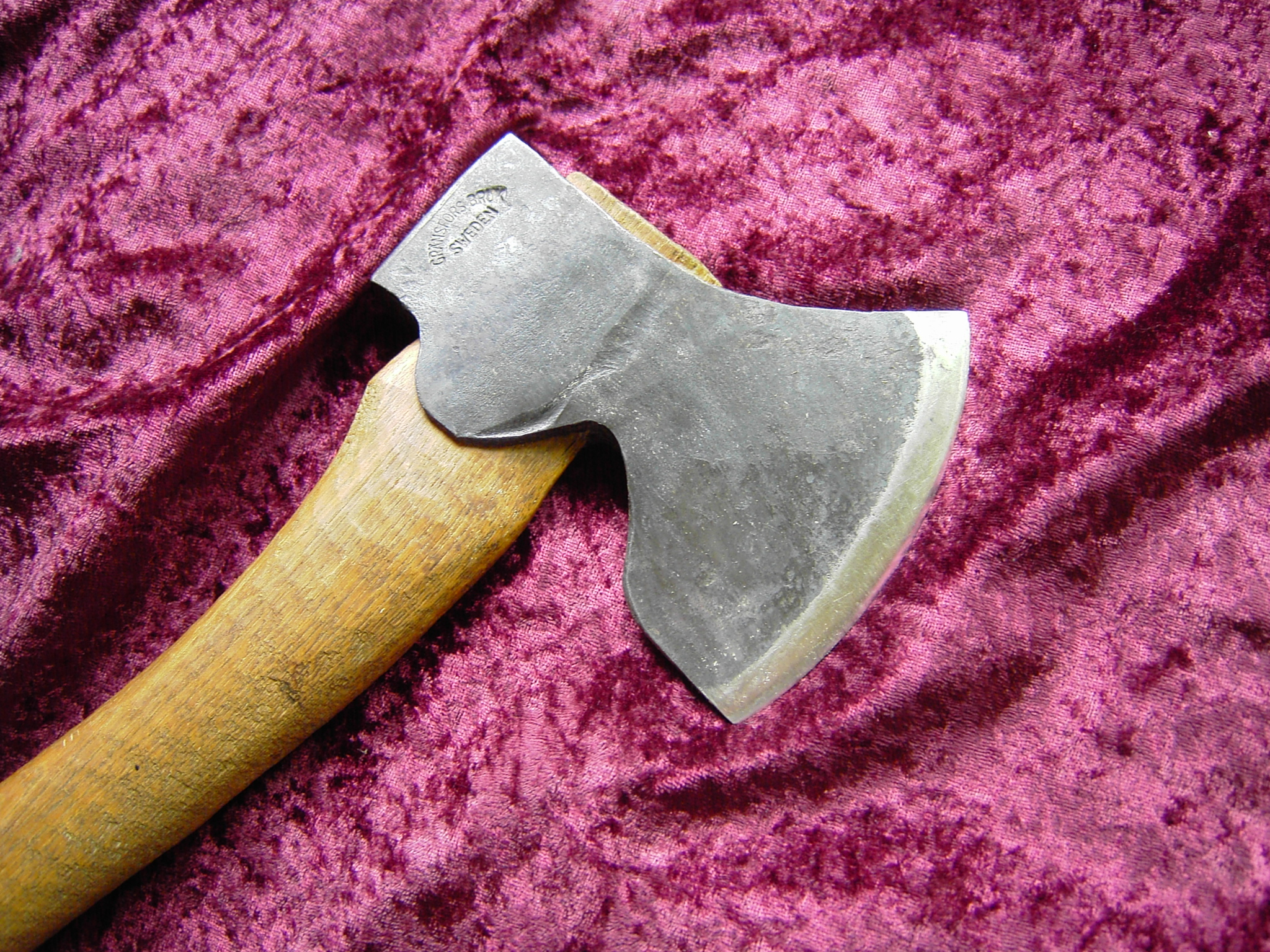
En yxa